# 289e régiment d'artillerie
Pour les articles homonymes, voir 289e régiment.

Dessin du revers de l'étendard du d'artillerie.

Le 289e régiment d'artillerie est un régiment d'artillerie de l'armée française. Pendant la Première Guerre mondiale, il est dénommé 289e régiment d'artillerie lourde à tracteurs (289e RALT). Pendant la Seconde Guerre mondiale, il combat comme 289e régiment d'artillerie lourde divisionnaire (289e RALD).

## Création et différentes dénominations
- 1917 : création
- 1919 : dissous
- 1940 : recréé
- 1940 : dissous

## Historique des opérations et garnisons du régiment

### Première Guerre mondiale
Le 289e RALT est créé fin 1917. Les différents groupes du régiment le rejoignent au fur et à mesure de leur création.

#### 1919
Il est dissout le 1er juillet 1919 et regroupé avec le 89e RALT.
- Insignes peints sur les véhicules du 289e RALT en 1918.

Insignes peints sur les véhicules du en 1918.
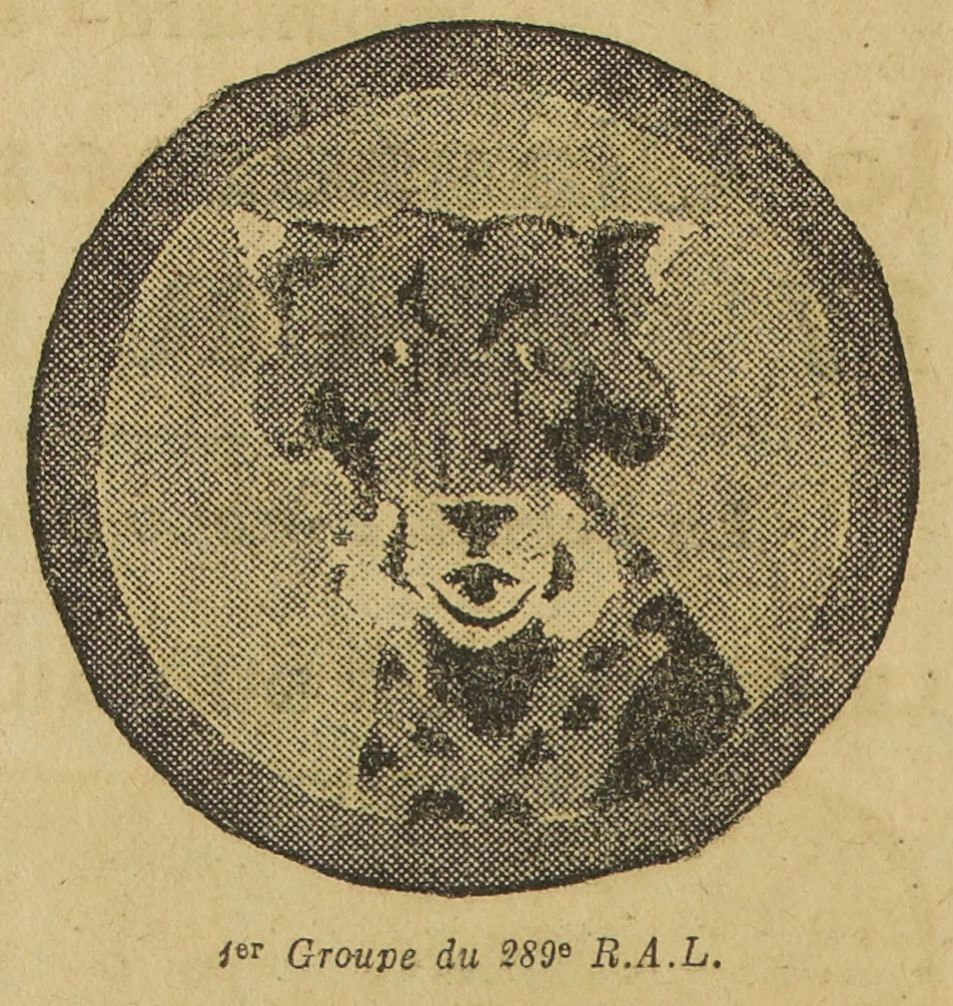
Insigne du 1er groupe.
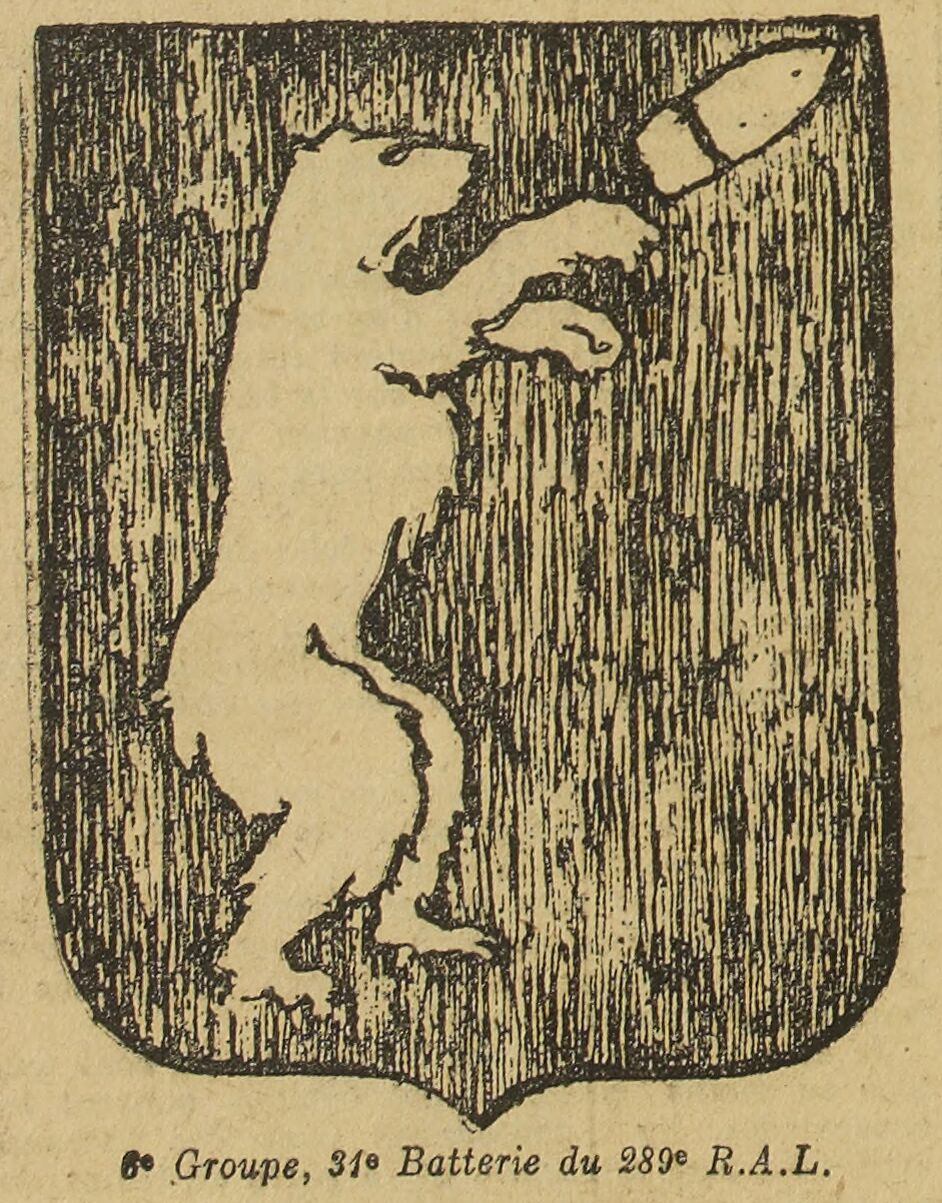
Insigne de la 31e batterie du 6e groupe.
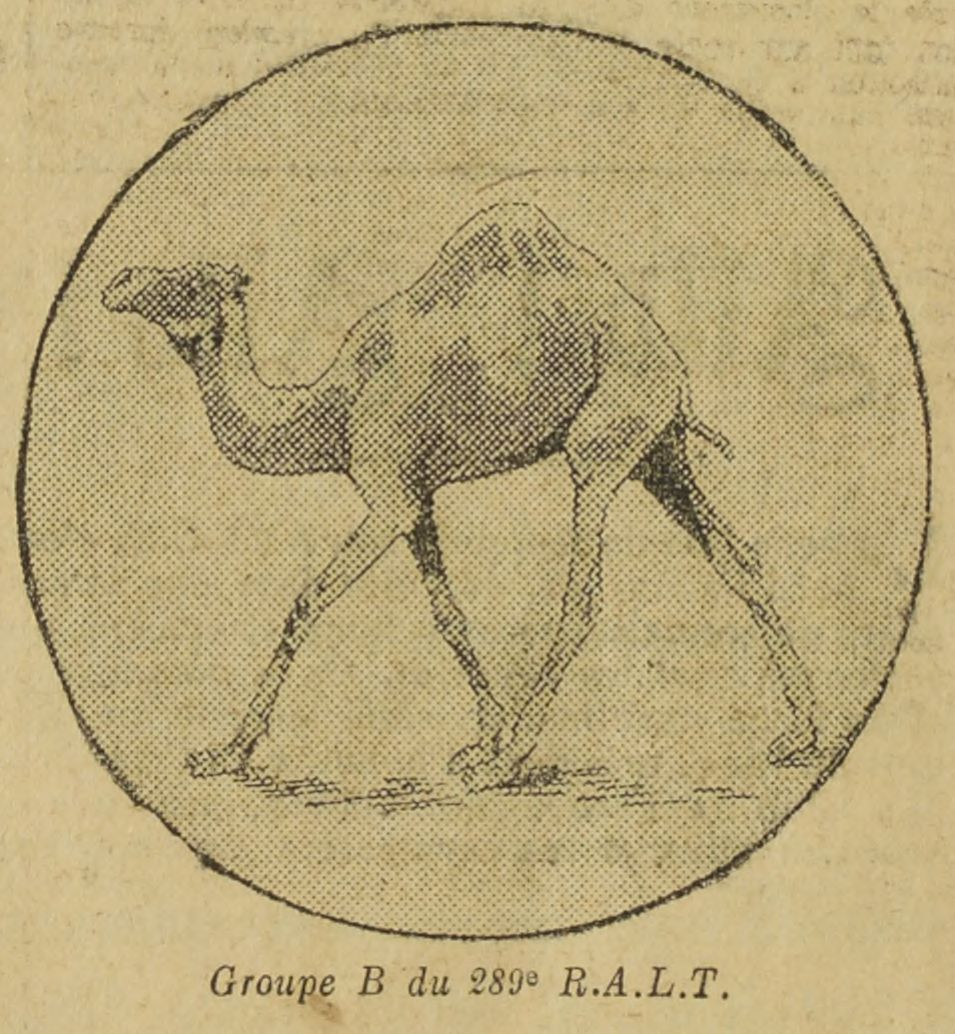
Insigne du groupe B.
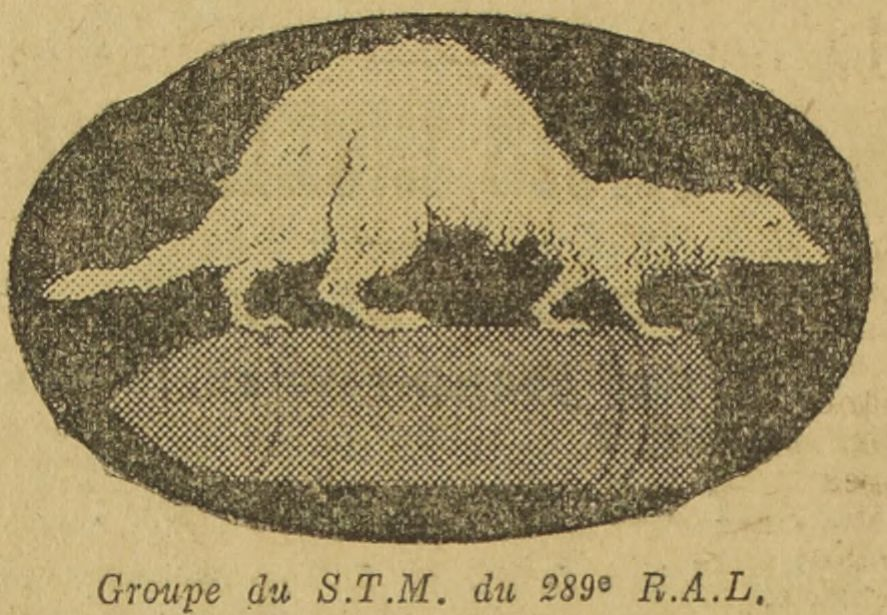
Insigne du groupe des sections de transport de munitions.

### Seconde Guerre mondiale
Le 289e RALD est recréé le 16 janvier 1940, comme régiment d'artillerie lourde divisionnaire. Il est formé à partir de l'artillerie lourde du groupement littoral Nord, du 6e groupe du 262e RALD et des batteries 51 et 52 du 15e RAD. Il est rattaché à la 68e division d'infanterie, avec le 89e régiment d'artillerie divisionnaire.

#### 1940
Après l'échec du Plan Dyle dans lequel il est engagé, le régiment participe à la bataille de Dunkerque. Il fait partie des unités qui défendent le périmètre jusqu'à leur capture, sans pourvoir embarquer.

## Étendard
Il porte, cousues en lettres d'or dans ses plis, les inscriptions suivantes :
- Picardie 1918

## Personnalités ayant servi au régiment
- Lucien Molino, syndicaliste, au 289e RALD en 1940, capturé à Dunkerque[7].